# Emmanuel Frimpong
Emmanuel Yaw Frimpong (Kumasi, 10 de janeiro de 1992) é um ex-futebolista ganês que atuava como volante.